# John Bryan Grimes
John Bryan Grimes (* 3. Juni 1868 in Raleigh, North Carolina; † 11. Januar 1923) war ein US-amerikanischer Politiker der Demokratischen Partei, der von 1901 bis zu seinem Tode 1923 Secretary of State of North Carolina war.

## Leben
John Bryan Grimes war das älteste von acht Kindern des Generalmajor der Confederate States Army, Bryan Grimes, und dessen zweiter Ehefrau Charlotte Emily Bryan Grimes. Nach dem Besuch der Raleigh Male Academy, der Trinity School in Chocowinity sowie der Lynch’s High School in High Point absolvierte er ein Studium an der University of North Carolina sowie am Bryant & Stratton Business College in Baltimore. Er war Farmer und fungierte zwischen 1899 und 1900 als Mitglied des Landwirtschaftsausschusses (Board of Agriculture) sowie als Präsident der Vereinigung der Tabakpflanzer (Tobacco Growers Association) von North Carolina. Als Mitglied der Demokratischen Partei wurde er 1901 Nachfolger von Cyrus Thompson als Secretary of State of North Carolina und bekleidete diesen Posten bis zu seinem Tode am 11. Januar 1923, woraufhin William N. Everett sein Nachfolger wurde. Als Staatssekretär des Bundesstaates war er ferner Vorsitzender der Historischen Kommission (North Carolina Historical Commission).
Grimes war in erster Ehe seit dem 14. November 1894 mit Mary Octavia Laughinghouse Grimes verheiratet und heiratete nach deren Tode 1899 im Jahre 1904 Elizabeth Forrest Laughinghouse. Aus dieser zweiten Ehe gingen drei Söhne hervor.